# Theridion triangulare
Theridion triangulare är en spindelart som beskrevs av Pelegrín Franganillo Balboa 1936. 
Theridion triangulare ingår i släktet Theridion och familjen klotspindlar. Artens utbredningsområde är Kuba. Inga underarter finns listade i Catalogue of Life.